# Коронель, Рамон
Рамо́н Короне́ль Дави́д Го́мес (исп. Ramón David Coronel Gómez; 31 марта 1991, Капиата, Парагвай) — парагвайский футболист, защитник клуба «Спортиво Лукеньо» и в прошлом сборной Парагвая.

## Клубная карьера
Коронель воспитанник клуба «Серро Портеньо». В 2010 году он начал профессиональную карьеру в клубе из своего родного города «Депортиво Капиата». Рамон отыграл сезон за команду, после чего перешёл в столичный «Насьональ». 14 июля в матче против «Серро Портеньо» он дебютировал в парагвайской Премьере. В своём первом сезоне Коронель завоевал серебряные медали первенства. 6 мая 2013 года в поединке против «Спортиво Карапегуа» Рамон забил свой первый гол за «Насьональ». В том же году он выиграл чемпионат Парагвая. В 2014 году Коронель помог команде выйти в финал Кубка Либертадорес.

## Международная карьера
29 мая 2014 года в товарищеском матче против сборной Камеруна Коронель дебютировал за сборную Парагвая.

## Титулы
- Чемпион Парагвая (3): Апертура 2013, Апертура 2018, Клаусура 2018
- Финалист Кубка Либертадорес (1): 2014